# 千克力
千克力，又称公斤力、公斤重，是重力米制中力的基本单位，符号kgf（kilogram-force）、kp（kilopond），kgw（kilogram-weight，用于日本与台湾），是1千克质量的物体在9.80665m/s2的重力场（地球的平均地心引力）下所受到的重力。所以1千克力等于9.80665牛顿。
千克力从未成为国际单位制的单位。国际单位制中，力的单位是牛顿（符号N）。
不过，这个单位的使用很广泛，而且它仍然在某些场合使用。例如，在1940年代的德国和苏联，火箭发动机的推力就使用千克力作为单位。（千克力直到1980年代末期仍是苏联航天工程中的基本单位。）现在，千克力仍被中国航天和欧洲空间局使用。
安装自行车辐条时也使用千克力的单位，这时力矩使用“米·千克力”（m·kgf）作为单位。射箭运动中，弓的拉力使用“千克力每平方厘米”（kgf/cm2）的压强单位。公制马力（PS）的单位则是75 米·千克力每秒（m·kgf/s）。
克力和千克力这两个单位直到1901年国际计量大会將“标准重力加速度”定义为9.80665 m/s²后才被准确定义，虽然在此前它们已经在一些地方被使用。
克力，符号gf（gram-force）、p（pond，来源于拉丁语pondus，意思是重量），1克力等于9.80665毫牛，即 1gf=1p=9.80665 mN。
毫克力，符号mgf（milligram-force），1毫克力等于9.80665564微牛（也就是9.80665×10-6牛），即 1mfg=9.8 µN。
吨力，或公吨力（与长吨力、短吨力等区分），符号tf（ton-force）、Mgf（megagram-force）、Mp（megapond），1吨力则等于1000千克力。
十牛（daN）这个单位在一些领域中被用作千克力的近似单位。